# Yang Xilan
Yang Xilan, född 16 mars 1961 i Tianjin, är en kinesisk före detta volleybollspelare. Hon blev olympisk guldmedaljör i volleyboll vid sommarspelen 1984 i Los Angeles.